# Pinturas rupestres de Capsanes
Las pinturas rupestres de Capsanes son un conjunto de grabados y pinturas rupestres en el término del municipio de Capsanes, en el Priorato. Suman, en total, una veintena de conjuntos pictóricos de estilos levantino y esquemático localizados en abrigos rocosos de los barrancos de la Vall y de la Parellada, ambos caminos hacia la Sierra de Llaberia.
Descubiertos entre los años 2006 y 2008, las pinturas representan más de 150 figuras humanas y animales. Se han llevado a cabo campañas de restauración y se han cerrado el perímetro de los abrigos. Se hacen visitas guiadas.

## Las pinturas rupestres del barranco de la Vall

### Conjunto pictórico del barranco de la Vall I
Está formado por un total de 42 figuras de estilo levantino. Destacan un grupo de 5 figuras humanas en posición de marcha rápida, y otro grupo que forma una escena festiva, dos arqueros y otra figura humana disfrazada de bóvido, con dos orejas y una cornamenta.

### Conjunto pictórico del barranco de la Vall II
Está formado por un total de 41 figuras de estilo levantino. Las figuras humanas parecen representar una escena bélica. Los cuerpos aparecen con actitud de derrota. Se trata de la representación más importante del conjunto, denominada 'la matanza'.

### Conjunto pictórico del barranco de la Vall III
Se identifica una única figura de morfología indeterminada.

## Las pinturas rupestres del barranco de la Parellada

### Conjunto pictórico del Barranco de la Parellada I
Está formado por un total de 10 figuras de estilo levantino. Destaca la figura de un gran arquero de piernas largas que parece llevar una bolsa a las espaldas y que sostiene un gran arco con flechas. Lleva unas protectoras en los codos.

### Conjunto pictórico del barranco de la Parellada II
Está formado por un total de 4 figuras de estilo esquemático.

### Conjunto pictórico del barranco de la Parellada III
Está formado por dos figuras que no tienen ninguna relación entre sí: Un gran toro de estilo levantino y un pequeño motivo triangular de estilo esquemático-abstracto.

### Conjunto pictórico del barranco de la Parellada IV
Este conjunto presenta dos áreas: Una de pinturas, formada por 6 grupos de barras de estilo esquemático-abstracto.
La otra está formada por 3 ciervos grabados en el techo del abrigo. No está muy claro si los grabados son de estilo levantino o de una época anterior constituyendo un vínculo con formas paleolítiques.

## Galería

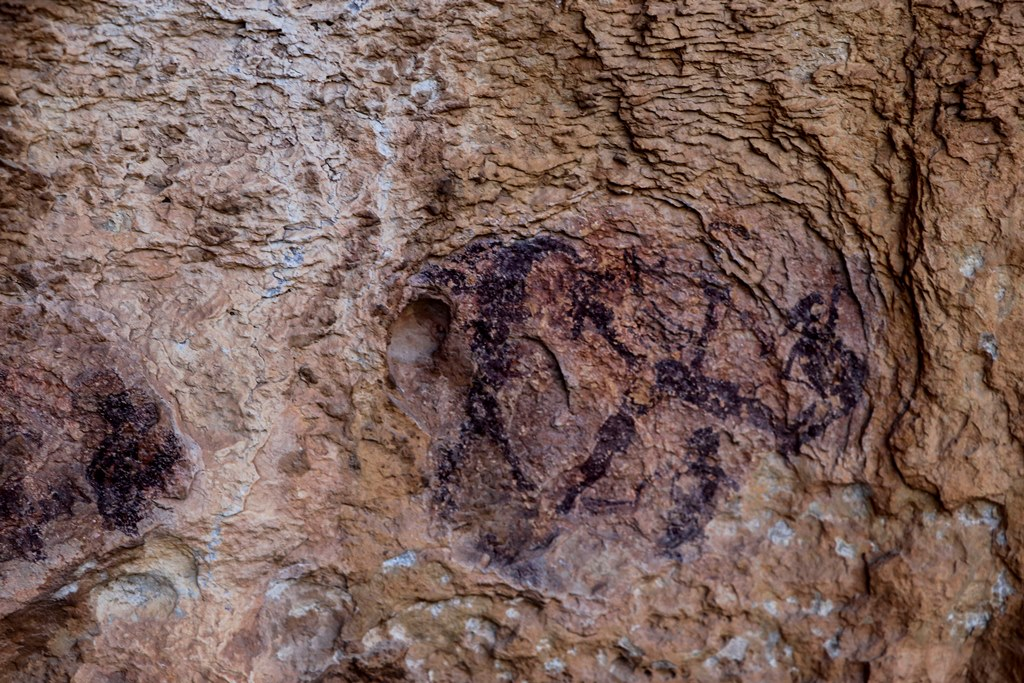
la Vall I: Escena festiva
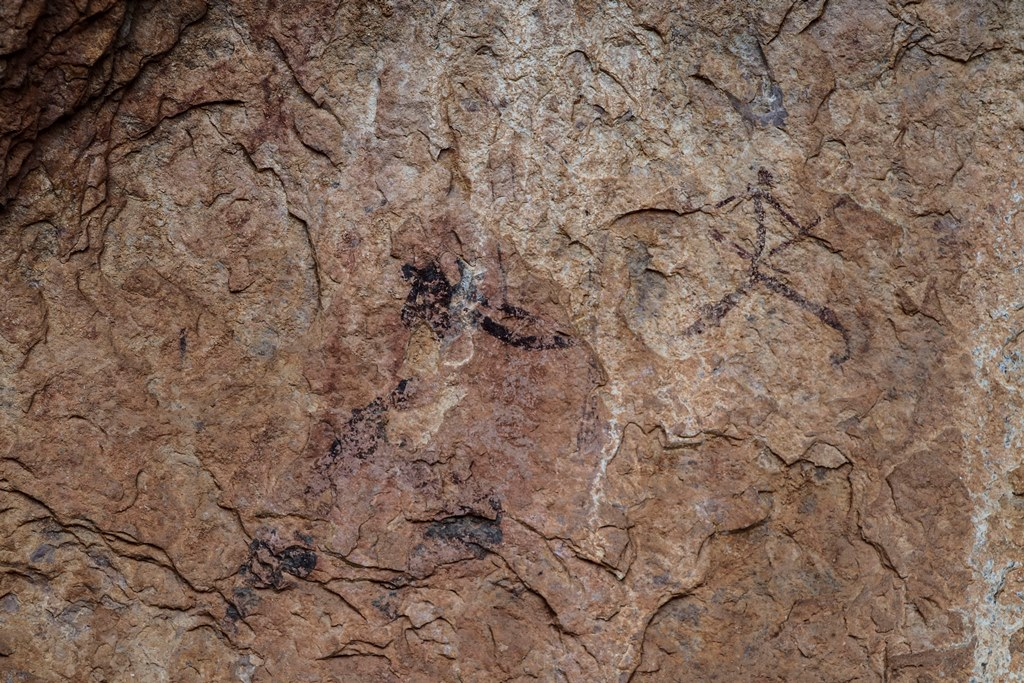
la Parellada I: Figura de un gran arquero
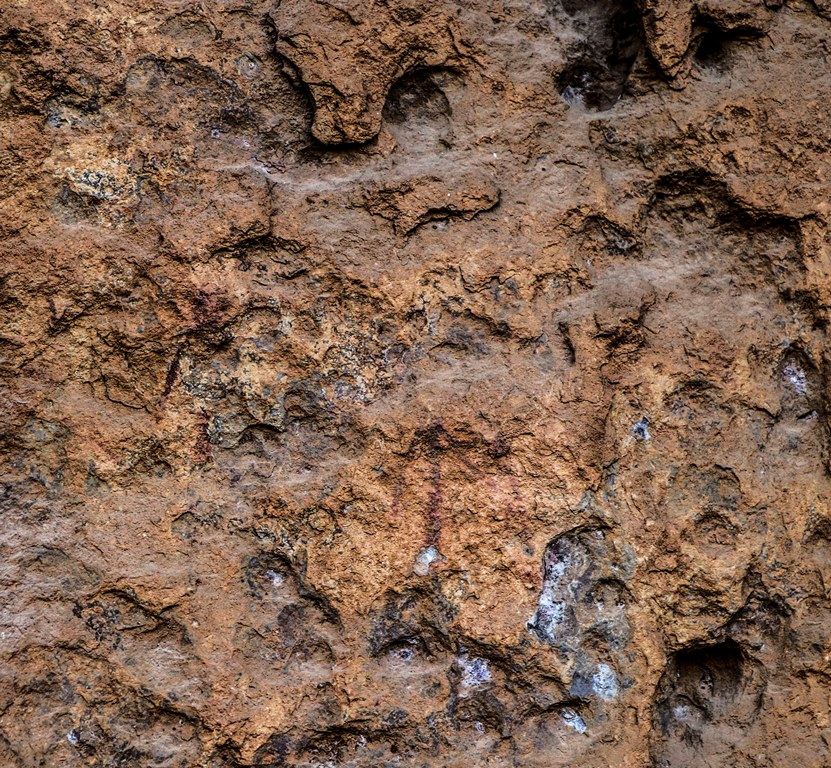
la Parellada II: Figuras de estilo esquemático
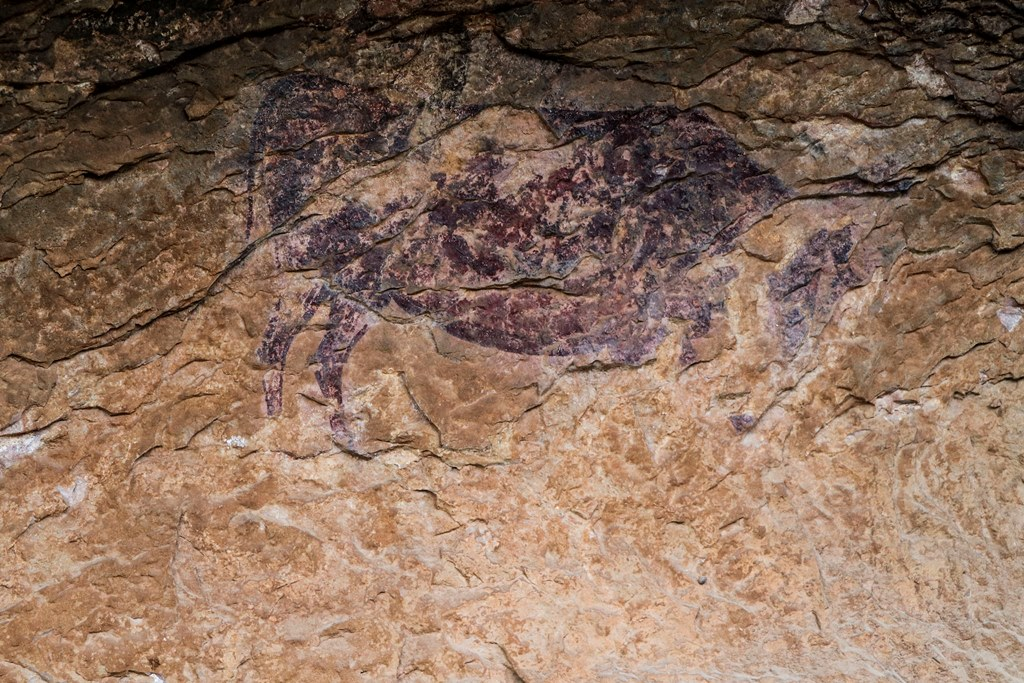
la Parellada III: Gran toro